# ポンテダッシオ
ポンテダッシオ(伊: Pontedassio)は、イタリア共和国リグーリア州インペリア県にある、人口約2,300人の基礎自治体（コムーネ）。

## 地理

### 位置・広がり

#### 隣接コムーネ
隣接するコムーネは以下の通り。
- キウザーニコ
- キウザヴェッキア
- ディアーノ・アレンティーノ
- インペリア
- ルチナスコ
- ヴァージア

### 地震分類
イタリアの地震リスク階級 (it) では、2 に分類される
。

## 行政

### 分離集落
ポンテダッシオには、以下の分離集落（フラツィオーネ）がある。
- Bestagno, Villa Guardia, Villa Viani